# 喬許·庫克
喬許·庫克（Joshua Gregory "Josh" Cooke，1979年11月22日—）是美國的一位演員。他出生在費城，畢業於加州大學洛杉磯分校。在大學期間主修戲劇。他在2011年4月結婚。